# Macoyahui
Macoyahui (Cue, Tecayagui), pleme američkih Indijanaca, koje je, prema Saueru (1934) prilično srodno Cahitama, na temelju čega ih John Alden Mason i Johnson klasificiraju svojoj 'porodici' Taracahitian, danas dio porodice Juto-Asteci. Macoyahui su u kolonijalno doba živjeli na rijeci Río Mayo sjeverno od Conicarija u meksičkoj državi Sonora a u vrijeme Manuela Orozco y Berra već su bili izumrli.